# Giải vô địch bóng đá thế giới 2022 (Bảng D)
Bảng D của giải vô địch bóng đá thế giới 2022 sẽ diễn ra từ ngày 22 đến ngày 30 tháng 11 năm 2022. Bảng này bao gồm nhà đương kim vô địch thế giới Pháp, Úc, Đan Mạch và Tunisia. Hai đội tuyển hàng đầu sẽ giành quyền vào vòng 16 đội.
Pháp, Úc và Đan Mạch từng nằm chung bảng với nhau tại Giải vô địch bóng đá thế giới 2018.

## Các đội tuyển
| Vị trí bốc thăm | Đội tuyển | Nhóm | Liên đoàn | Tư cách vòng loại                        | Ngày vượt qua        | Tham dự chung kết | Tham dự cuối cùng | Thành tích tốt nhất lần trước            | Bảng xếp hạng FIFA | Bảng xếp hạng FIFA |
| Vị trí bốc thăm | Đội tuyển | Nhóm | Liên đoàn | Tư cách vòng loại                        | Ngày vượt qua        | Tham dự chung kết | Tham dự cuối cùng | Thành tích tốt nhất lần trước            | Tháng 3 năm 2022   | Tháng 10 năm 2022  |
| --------------- | --------- | ---- | --------- | ---------------------------------------- | -------------------- | ----------------- | ----------------- | ---------------------------------------- | ------------------ | ------------------ |
| D1              | Pháp      | 1    | UEFA      | Nhất bảng D khu vực châu Âu              | 13 tháng 11 năm 2022 | 16 lần            | 2018              | Vô địch (1998, (2018)                    | 3                  | 4                  |
| D2              | Úc        | 3    | AFC       | Thắng play-off liên lục địa AFC-CONMEBOL | 13 tháng 6 năm 2022  | 6 lần             | 2018              | Vòng 16 đội (2006)                       | 42                 | 38                 |
| D3              | Đan Mạch  | 2    | UEFA      | Nhất bảng F khu vực châu Âu              | 3 tháng 6 năm 2022   | 6 lần             | 2018              | Tứ kết (1998)                            | 11                 | 10                 |
| D4              | Tunisia   | 4    | CAF       | Thắng flay-off khu vực châu Phi          | 29 tháng 3 năm 2022  | 6 lần             | 2018              | Vòng bảng (1978, 1998, 2002, 2006, 2018) | 35                 | 50                 |

Ghi chú
1. ↑  Bảng xếp hạng vào Tháng 3 năm 2022 sẽ được sử dụng làm hạt giống cho buổi lễ bốc thăm.

## Bảng xếp hạng
| VT | Đội      | ST | T | H | B | BT | BB | HS | Đ | Giành quyền tham dự                 |
| -- | -------- | -- | - | - | - | -- | -- | -- | - | ----------------------------------- |
| 1  | Pháp     | 3  | 2 | 0 | 1 | 6  | 3  | +3 | 6 | Đi tiếp vào vòng đấu loại trực tiếp |
| 2  | Úc       | 3  | 2 | 0 | 1 | 3  | 4  | −1 | 6 | Đi tiếp vào vòng đấu loại trực tiếp |
| 3  | Tunisia  | 3  | 1 | 1 | 1 | 1  | 1  | 0  | 4 |                                     |
| 4  | Đan Mạch | 3  | 0 | 1 | 2 | 1  | 3  | −2 | 1 |                                     |

Ở vòng 16 đội:
- Đội nhất bảng D sẽ đấu với đội nhì bảng C.
- Đội nhì bảng D sẽ đấu với đội nhất bảng C.

## Lịch thi đấu
Tất cả thời gian được liệt kê là địa phương, AST (UTC+3).

### Đan Mạch vs Tunisia
Hai đội từng chạm trán với nhau 2 lần, lần gần nhất vào năm 2002, Đan Mạch thắng 2–1 trong một trận giao hữu.
Đan Mạch đã không thể tận dụng lợi thế trong trận mở màn. Mặc dù Tunisia không ghi được bàn thắng nào cho mình, nhưng Aïssa Laïdouni đã giành được giải thưởng Cầu thủ xuất sắc nhất trận nhờ những pha phòng ngự xuất sắc của anh. 

| Đan Mạch | 0–0      | Tunisia |
| -------- | -------- | ------- |
|          | Chi tiết |         |

| Đan Mạch | Tunisia |

| TM               | 1  | Kasper Schmeichel     |     |       |
| HV               | 2  | Joachim Andersen      |     |       |
| HV               | 4  | Simon Kjær (c)        |     | 65'   |
| HV               | 6  | Andreas Christensen   |     |       |
| TV               | 8  | Thomas Delaney        |     | 45+1' |
| TV               | 23 | Pierre-Emile Højbjerg |     |       |
| TV               | 10 | Christian Eriksen     |     |       |
| TV               | 13 | Rasmus Kristensen     | 24' |       |
| TV               | 5  | Joakim Mæhle          |     |       |
| TĐ               | 11 | Andreas Skov Olsen    |     | 65'   |
| TĐ               | 12 | Kasper Dolberg        |     | 65'   |
| Thay người:      |    |                       |     |       |
| TV               | 14 | Mikkel Damsgaard      |     | 45+1' |
| HV               | 21 | Andreas Cornelius     |     | 65'   |
| TĐ               | 7  | Mathias Jensen        | 78' | 65'   |
| TĐ               | 25 | Jesper Lindstrøm      |     | 65'   |
| Huấn luyện viên: |    |                       |     |       |
| Kasper Hjulmand  |    |                       |     |       |

| TM               | 16 | Aymen Dahmen          |     |     |
| HV               | 6  | Dylan Bronn           |     |     |
| HV               | 4  | Yassine Meriah        |     |     |
| HV               | 3  | Montassar Talbi       |     |     |
| TV               | 20 | Mohamed Dräger        |     | 88' |
| TV               | 17 | Ellyes Skhiri         |     |     |
| TV               | 14 | Aïssa Laïdouni        |     | 88' |
| TV               | 24 | Ali Abdi              |     |     |
| TV               | 25 | Anis Ben Slimane      |     | 67' |
| TV               | 7  | Youssef Msakni (c)    |     | 80' |
| TĐ               | 9  | Issam Jebali          |     | 80' |
| Thay người:      |    |                       |     |     |
| TV               | 23 | Naïm Sliti            |     | 67' |
| TV               | 8  | Hannibal Mejbri       |     | 80' |
| TĐ               | 11 | Taha Yassine Khenissi | 86' | 80' |
| TV               | 21 | Wajdi Kechrida        |     | 88' |
| TV               | 13 | Ferjani Sassi         |     | 88' |
| Huấn luyện viên: |    |                       |     |     |
| Jalel Kadri      |    |                       |     |     |

| Cầu thủ xuất sắc nhất trận: Aïssa Laïdouni (Tunisia) Trợ lý trọng tài: Alberto Morín (México) Miguel Hernández (México) Trọng tài thứ tư: Saíd Martínez (Honduras) Trợ lý trọng tài dự bị: Walter López (Honduras) Trợ lý trọng tài video: Fernando Guerrero (México) Hỗ trợ trợ lý trọng tài video: Armando Villarreal (Hoa Kỳ) Gabriel Chade (Argentina) Juan Martínez Munuera (Tây Ban Nha) Trợ lý dự bị trợ lý trọng tài video: Mahmoud Abouelregal (Ai Cập) |

### Pháp vs Úc
Hai đội đã từng gặp nhau tại một kỳ World Cup, Pháp thắng 2–1 vào năm 2018. Úc thắng 1–0 trong khuôn khổ Cúp Liên đoàn các châu lục 2001.
Ở phút thứ 9, Craig Goodwin đã đưa Australia vượt lên dẫn trước khi anh dứt điểm cao vào lưới sau đường chuyền từ cánh phải của Mathew Leckie. Adrien Rabiot là tác giả bàn gỡ hòa 1-1 khi anh đánh đầu tung lưới từ đường căng vào của Théo Hernandez từ cánh trái. Pháp vượt lên dẫn trước chỉ năm phút sau khi Olivier Giroud ghi bàn vào lưới sau đường chuyền của Rabiot từ cánh trái. Ở phút thứ 68, Kylian Mbappé ghi bàn bằng một cú đánh đầu vào góc trái, cách khung thành 6m sau đường chuyền của Ousmane Dembélé bên cánh phải. Giroud ghi bàn thứ hai bằng một cú đánh đầu khác sau đường chuyền của Mbappé từ cánh trái để nâng tỷ số lên 4–1. Bàn thắng thứ hai của Giroud đã san bằng kỷ lục ghi 51 bàn của Thierry Henry cho Pháp. Chiến thắng của Pháp đánh dấu lần đầu tiên kể từ năm 2006 , nhà ĐKVĐ thắng trận mở màn. Mặt khác, bàn thắng của Craig Goodwin là bàn thua nhanh nhất cho Pháp kể từ FIFA World Cup 1982.
Hậu vệ người Pháp Lucas Hernandez bị rách dây chằng chéo sau 13 phút của trận đấu.

| Pháp                                        | 4–1      | Úc           |
| ------------------------------------------- | -------- | ------------ |
| - Rabiot 27' - Giroud 32', 71' - Mbappé 68' | Chi tiết | - Goodwin 9' |

| Pháp | Úc |

| TM               | 1  | Hugo Lloris (c)     |  |     |
| HV               | 2  | Benjamin Pavard     |  | 89' |
| HV               | 18 | Dayot Upamecano     |  |     |
| HV               | 24 | Ibrahima Konaté     |  |     |
| HV               | 21 | Lucas Hernandez     |  | 13' |
| TV               | 14 | Adrien Rabiot       |  |     |
| TV               | 8  | Aurélien Tchouaméni |  | 77' |
| TV               | 11 | Ousmane Dembélé     |  | 77' |
| TV               | 7  | Antoine Griezmann   |  |     |
| TV               | 10 | Kylian Mbappé       |  |     |
| TĐ               | 9  | Olivier Giroud      |  | 89' |
| Thay người:      |    |                     |  |     |
| TĐ               | 22 | Theo Hernandez      |  | 13' |
| TĐ               | 13 | Youssouf Fofana     |  | 77' |
| TV               | 20 | Kingsley Coman      |  | 77' |
| TĐ               | 5  | Jules Koundé        |  | 89' |
| TV               | 26 | Marcus Thuram       |  | 89' |
| Huấn luyện viên: |    |                     |  |     |
| Didier Deschamps |    |                     |  |     |

| TM               | 1  | Mathew Ryan (c)    |       |     |
| HV               | 3  | Nathaniel Atkinson |       | 85' |
| HV               | 19 | Harry Souttar      |       |     |
| HV               | 4  | Kye Rowles         |       |     |
| HV               | 16 | Aziz Behich        |       |     |
| TV               | 13 | Aaron Mooy         | 90+5' |     |
| TV               | 23 | Craig Goodwin      |       | 73' |
| TV               | 14 | Riley McGree       |       | 73' |
| TV               | 22 | Jackson Irvine     | 80'   | 85' |
| TV               | 7  | Mathew Leckie      |       |     |
| TĐ               | 15 | Mitchell Duke      | 55'   | 56' |
| Thay người:      |    |                    |       |     |
| TV               | 25 | Jason Cummings     |       | 56' |
| TV               | 11 | Awer Mabil         |       | 73' |
| TV               | 21 | Garang Kuol        |       | 73' |
| TĐ               | 26 | Keanu Baccus       |       | 85' |
| TV               | 2  | Miloš Degenek      |       | 85' |
| Huấn luyện viên: |    |                    |       |     |
| Graham Arnold    |    |                    |       |     |

| Cầu thủ xuất sắc nhất trận: Kylian Mbappé (Pháp) Trợ lý trọng tài: Zakhele Siwela (Nam Phi) Souru Phatsoane (Lesotho) Trọng tài thứ tư: Salima Mukansanga (Rwanda) Trọng tài dự bị: Kathryn Nesbitt (Hoa Kỳ) Trợ lý trọng tài video: Drew Fischer (Canada) Hỗ trợ trợ lý trọng tài video: Adil Zourak (Maroc) Kyle Atkins (Hoa Kỳ) Marco Fritz (Đức) Trợ lý dự bị trợ lý trọng tài video: Corey Parker (Hoa Kỳ) |

### Tunisia vs Úc
Hai đội từng gặp nhau hai lần, lần gần nhất Tunisia thắng 2–0 tại Cúp Liên đoàn các châu lục 2005. Úc đánh bại Tunisia 1–0 nhờ cú đánh đầu của Mitchell Duke ở phút thứ 23 để giành chiến thắng trong một trận đấu tại World Cup kể từ khi họ đánh bại Serbia 2–1 vào năm 2010. Đây cũng là trận giữ sạch lưới đầu tiên của Úc kể từ khi họ hòa 0–0 với Chile vào năm 1974.

| Tunisia | 0–1      | Úc         |
| ------- | -------- | ---------- |
|         | Chi tiết | - Duke 23' |

|  |  |  |

### Pháp vs Đan Mạch
Hai đội từng gặp nhau 3 lần tại tất cả các vòng bảng của một kỳ World Cup, Pháp thắng 2–1 vào năm 1998, Đan Mạch thắng 2–0 vào năm 2002 và hòa 0–0 vào năm 2018. Pháp thắng 2-1 và vượt qua vòng loại trực tiếp, qua đó "phá dớp" không vượt qua vòng bảng của các nhà đương kim vô địch kể từ năm 2010. 

| Pháp              | 2–1      | Đan Mạch             |
| ----------------- | -------- | -------------------- |
| - Mbappé 61', 86' | Chi tiết | - A. Christensen 68' |

| Pháp | Đan Mạch |

| GK               | 1  | Hugo Lloris (c)     |
| RB               | 5  | Jules Koundé        |
| CB               | 4  | Raphaël Varane      |
| CB               | 18 | Dayot Upamecano     |
| LB               | 22 | Theo Hernandez      |
| CM               | 8  | Aurélien Tchouaméni |
| CM               | 14 | Adrien Rabiot       |
| RW               | 11 | Ousmane Dembélé     |
| AM               | 7  | Antoine Griezmann   |
| LW               | 10 | Kylian Mbappé       |
| CF               | 9  | Olivier Giroud      |
| Huấn luyện viên: |    |                     |
| Didier Deschamps |    |                     |

| GK               | 1  | Kasper Schmeichel (c) |
| CB               | 2  | Joachim Andersen      |
| CB               | 6  | Andreas Christensen   |
| CB               | 3  | Victor Nelsson        |
| RM               | 13 | Rasmus Kristensen     |
| CM               | 23 | Pierre-Emile Højbjerg |
| CM               | 10 | Christian Eriksen     |
| LM               | 5  | Joakim Mæhle          |
| RW               | 25 | Jesper Lindstrøm      |
| LW               | 14 | Mikkel Damsgaard      |
| CF               | 21 | Andreas Cornelius     |
| Huấn luyện viên: |    |                       |
| Kasper Hjulmand  |    |                       |

### Úc vs Đan Mạch
Hai đội gặp nhau tại một kỳ World Cup 2018 và hòa nhau với tỷ số 1–1.
Bàn thắng duy nhất của trận đấu được ghi bởi Mathew Leckie ở phút 60 với một cú dứt điểm bằng chân trái vào góc dưới bên phải của khung thành. Kết quả giúp Úc tiến vào vòng loại trực tiếp lần thứ hai trong lịch sử World Cup của họ kể từ năm 2006 và lần đầu tiên họ làm được điều đó với tư cách là thành viên của AFC. Đây cũng là lần đầu tiên Úc thắng hai trận liên tiếp, ghi bàn trong mọi trận vòng bảng và giữ sạch lưới hai lần tại một kỳ World Cup.

| Úc           | 1–0      | Đan Mạch |
| ------------ | -------- | -------- |
| - Leckie 60' | Chi tiết |          |

| Úc | Đan Mạch |

| GK               | 1  | Mathew Ryan (c) |
| RB               | 2  | Miloš Degenek   |
| CB               | 19 | Harry Souttar   |
| CB               | 4  | Kye Rowles      |
| LB               | 16 | Aziz Behich     |
| RM               | 7  | Mathew Leckie   |
| CM               | 22 | Jackson Irvine  |
| CM               | 13 | Aaron Mooy      |
| LM               | 23 | Craig Goodwin   |
| CF               | 15 | Mitchell Duke   |
| CF               | 14 | Riley McGree    |
| Huấn luyện viên: |    |                 |
| Graham Arnold    |    |                 |

| GK               | 1  | Kasper Schmeichel     |
| RB               | 13 | Rasmus Kristensen     |
| CB               | 2  | Joachim Andersen      |
| CB               | 6  | Andreas Christensen   |
| LB               | 5  | Joakim Mæhle          |
| CM               | 23 | Pierre-Emile Højbjerg |
| CM               | 7  | Mathias Jensen        |
| RW               | 11 | Andreas Skov Olsen    |
| AM               | 10 | Christian Eriksen (c) |
| LW               | 25 | Jesper Lindstrøm      |
| CF               | 9  | Martin Braithwaite    |
| Huấn luyện viên: |    |                       |
| Kasper Hjulmand  |    |                       |

### Tunisia vs Pháp
Hai đội đã từng chạm trán nhau 4 lần, lần gần nhất vào năm 2010, hai đội hòa nhau với tỷ số 1–1.
Wahbi Khazri đưa Tunisia vượt lên dẫn trước ở phút 58 với một cú sút vào góc dưới bên phải. Ở giai đoạn đó, Tunisia đã ở vị trí vượt qua vòng bảng. Tuy nhiên, hai phút sau, Australia vượt lên dẫn trước trước Đan Mạch trong trận đấu khác diễn ra cùng giờ, khiến Tunisia bị loại khỏi vòng bảng. Trong thời gian bù giờ, Antoine Griezmann ghi bàn nâng tỷ số lên 1-1 bằng một cú vô lê nhưng bàn thắng đã bị VAR từ chối vì lỗi việt vị. Australia tiếp tục đánh bại Đan Mạch, đồng nghĩa với việc Tunisia đứng thứ ba trong bảng và không thể lọt vào vòng loại trực tiếp trong kỳ World Cup thứ sáu liên tiếp.
Những khán giả theo dõi trận đấu trên đài TF1 đã tuởng rằng Pháp đã ghi được bàn thắng ở phút cuối vì đài TF1 đã chuyển sang quảng cáo sau khi Griezmann san bằng tỷ số trận đấu vào cuối thời gian bù giờ, khiến người xem Pháp không biết trọng tài đã xem xét công nghệ VAR và ra phán quyết rằng Griezmann đã việt vị. Những CĐV Pháp thức dậy trong sự bàng hoàng vào sáng hôm sau khi phát hiện ra rằng trận đấu không hề kết thúc với tỷ số hòa mà là một thất bại dành cho các nhà đương kim vô địch thế giới. Vụ việc khiến người ta nhớ đến thời điểm đài truyền hình ITV của Anh cắt quảng cáo và bỏ lỡ việc Steven Gerrard ghi bàn mở tỷ số cho đội tuyển Anh tại Giải vô địch bóng đá thế giới 2010 .

| Tunisia      | 1–0      | Pháp |
| ------------ | -------- | ---- |
| - Khazri 58' | Chi tiết |      |

| Tunisia | Pháp |

| GK               | 16 | Aymen Dahmen             |
| CB               | 4  | Yassine Meriah           |
| CB               | 5  | Nader Ghandri            |
| CB               | 3  | Montassar Talbi          |
| RM               | 21 | Wajdi Kechrida           |
| CM               | 17 | Ellyes Skhiri            |
| CM               | 14 | Aïssa Laïdouni           |
| LM               | 12 | Ali Maâloul              |
| RW               | 25 | Anis Ben Slimane         |
| LW               | 15 | Mohamed Ali Ben Romdhane |
| CF               | 10 | Wahbi Khazri (c)         |
| Huấn luyện viên: |    |                          |
| Jalel Kadri      |    |                          |

| GK               | 16 | Steve Mandanda      |
| RB               | 3  | Axel Disasi         |
| CB               | 4  | Raphaël Varane (c)  |
| CB               | 24 | Ibrahima Konaté     |
| LB               | 25 | Eduardo Camavinga   |
| CM               | 8  | Aurélien Tchouaméni |
| CM               | 13 | Youssouf Fofana     |
| RW               | 6  | Matteo Guendouzi    |
| AM               | 15 | Jordan Veretout     |
| LW               | 20 | Kingsley Coman      |
| CF               | 12 | Randal Kolo Muani   |
| Huấn luyện viên: |    |                     |
| Didier Deschamps |    |                     |

## Kỷ luật của bảng đấu
Điểm kỷ luật sẽ được sử dụng làm điểm hòa nếu thành tích chung cuộc và thành tích đối đầu của các đội bằng nhau. Số thẻ này được tính dựa trên số thẻ vàng và thẻ đỏ nhận được trong tất cả các trận đấu vòng bảng như sau:
- thẻ vàng thứ nhất: trừ 1 điểm;
- thẻ đỏ gián tiếp (thẻ vàng thứ hai): trừ 3 điểm;
- thẻ đỏ trực tiếp: trừ 4 điểm;
- thẻ vàng và thẻ đỏ trực tiếp: trừ 5 điểm;

Chỉ một trong số các khoản khấu trừ trên có thể được áp dụng cho một người chơi trong một trận đấu duy nhất.
| Team     | Trận 1   | Trận 1                                    | Trận 1 | Trận 1            | Trận 2   | Trận 2                                    | Trận 2 | Trận 2            | Trận 3   | Trận 3                                    | Trận 3 | Trận 3            | Điểm |
| Team     | Thẻ vàng | Thẻ vàng · Thẻ vàng-đỏ (thẻ đỏ gián tiếp) | Thẻ đỏ | Thẻ vàng · Thẻ đỏ | Thẻ vàng | Thẻ vàng · Thẻ vàng-đỏ (thẻ đỏ gián tiếp) | Thẻ đỏ | Thẻ vàng · Thẻ đỏ | Thẻ vàng | Thẻ vàng · Thẻ vàng-đỏ (thẻ đỏ gián tiếp) | Thẻ đỏ | Thẻ vàng · Thẻ đỏ | Điểm |
| -------- | -------- | ----------------------------------------- | ------ | ----------------- | -------- | ----------------------------------------- | ------ | ----------------- | -------- | ----------------------------------------- | ------ | ----------------- | ---- |
| Pháp     |          |                                           |        |                   | 1        |                                           |        |                   |          |                                           |        |                   | –1   |
| Úc       | 3        |                                           |        |                   |          |                                           |        |                   | 2        |                                           |        |                   | –5   |
| Đan Mạch | 2        |                                           |        |                   | 2        |                                           |        |                   | 1        |                                           |        |                   | –5   |
| Tunisia  | 1        |                                           |        |                   | 3        |                                           |        |                   | 1        |                                           |        |                   | –5   |